# Rio Amarelo
O rio Amarelo, (chinês tradicional: 黃河, chinês simplificado: 黄河, pinyin: Huáng Hé, AFI: [xwǎŋ xɤ̌]) também conhecido como Huang He ou Huang Ho, é o segundo mais longo rio da China e o 6.º maior do mundo, medindo 5.464 km, e tem uma bacia de 752.000 km².
É de grande importância para a economia chinesa, pois o seu vale tem terras férteis, bons pastos e importantes jazidas minerais.
Foi ao longo desse rio que a civilização chinesa começou.
Seu nome deve-se à grande quantidade de materiais em suspensão que arrastam suas turbulentas águas — lodo e partículas de areia muito finas, que lhe tingem de dourado.

## História do rio
Antes da criação de modernas barragens na China, o rio Amarelo era extremamente propenso a inundações. Nos anos de existência da civilização chinesa, esse rio mudou seu curso 26 vezes, com nove grandes inundações históricas. Estas inundações incluem alguns dos mais mortais desastres naturais já registrados. Antes de desastres recentes, quando as inundações ocorreriam, uma parte da população ribeirinha morria afogada e, quando a inundação acabava, muitos dos habitantes restantes morriam de fome por falta de suprimentos.
A causa das inundações é a grande quantidade de um tipo de solo chamado loess, que é mole e solto. A sedimentação faz com que as represas naturais acumulem o loess lentamente. Eventualmente, uma estação com maiores precipitações rompe as represas e uma enorme quantidade de água inunda as planícies do norte da China, e o rio encontra um novo curso. A China tradicional, como tentativa de acabar com as inundações, construía diques mais altos e superiores ao longo das margens — o que por vezes também contribuiu para a gravidade das inundações: quando a água de uma inundação rompe o dique, a água não é drenada de volta para o leito do rio, como ocorreria no caso de uma enchente normal. Isso acaba aumentando o volume de água no leito do rio.
Outra causa histórica de inundações devastadoras é o colapso de barragens de gelo na Mongólia Interior, com uma liberação de grandes quantidades de água. Houve 11 inundações importantes no século passado, cada um causando grande devastação. Hoje em dia, explosivos são usadas para quebrar as barreiras de gelo antes que elas derretam.

### Tempos antigos

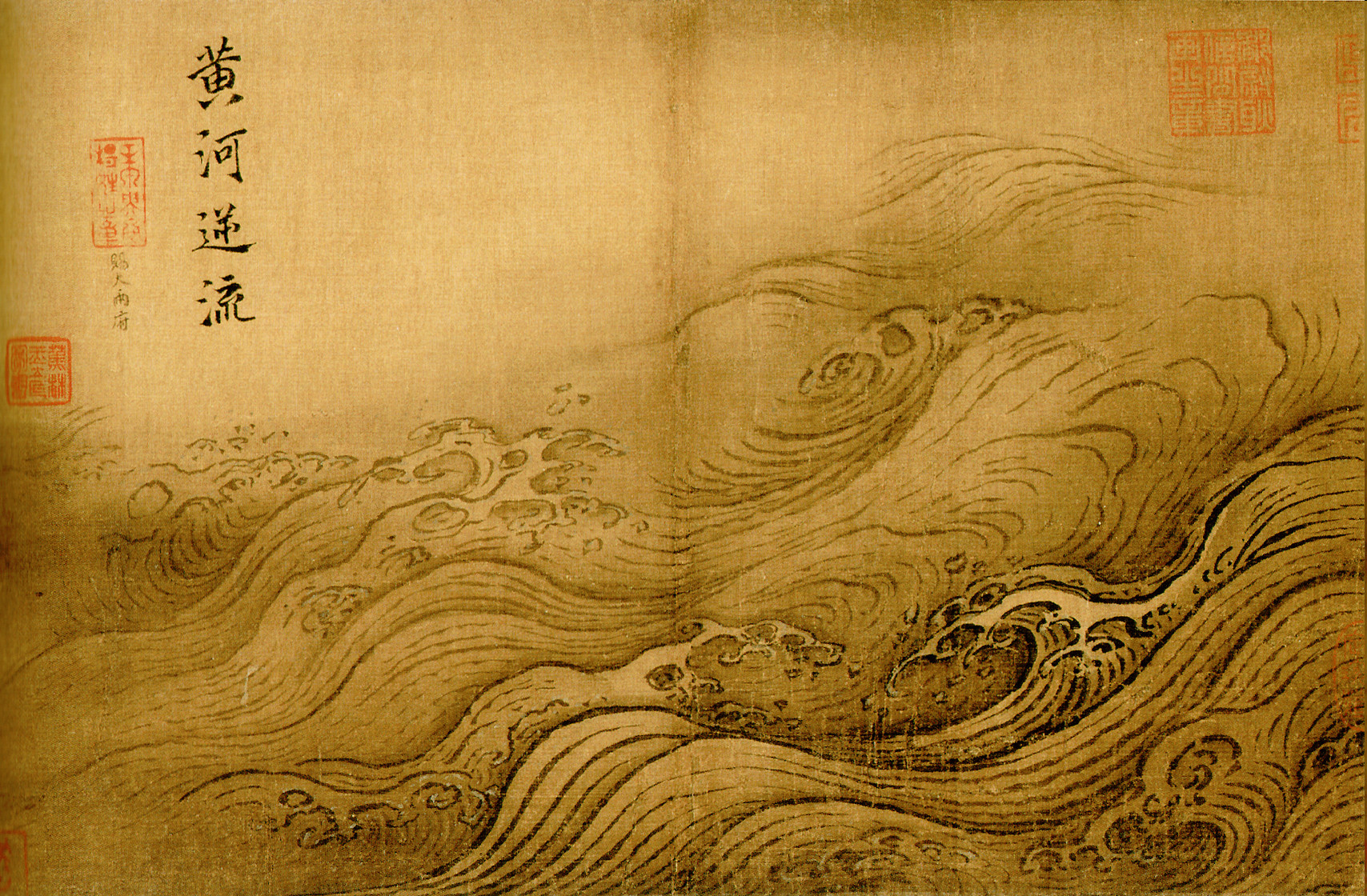
O rio Amarelo quebra seu curso de Ma Yuan (1160-1225), da dinastia Song.

Mapas históricos do Período das Primaveras e Outonos e da dinastia Chin mostravam que o rio Amarelo tinha um curso mais ao norte do que seu atual curso. Esses mapas mostram que, quando o rio passa por Luoyang, fluiu ao longo da fronteira entre as províncias Xanxim e Honã, e depois continua ao longo da fronteira entre Hebei e Xantum antes de desaguar na Bohai Bay, na atual Tianjin.
O rio parou de passar por esses caminhos em 602 a.C. e mudou o curso para o sul da península de Shandong. Sabotagem em diques, a criação de canais e instalação de reservatórios tornaram-se uma tática militar comum durante o Período dos Reinos Combatentes. Grandes inundações aconteceram durante a dinastia Xin, e outra grande enchente foi registrada em 70 d.C.

### Era medieval

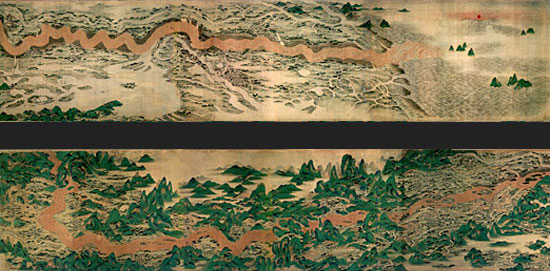
O rio Amarelo ilustrado durante a dinastia Qing.

Em 923, Tuan Ning rompeu os diques, inundando 1.000 km², em uma tentativa fracassada de proteger a capital. Uma proposta semelhante que iria inundar as partes baixas do rio para proteger as planícies centrais do Khitai foi revertida em 1020: o Tratado de Shanyuan entre os dois estados tinha proibido inundar as planícies.
Quebras de barreiras ocorreram várias vezes: em 1034 a cidade de Henglong dividiu o curso do rio em três, o que ocasionou uma inundação entre as regiões de Dezhou e Bozhou. A Dinastia Song trabalhou por cinco anos inutilmente tentando restaurar o ciclo anterior — usando mais de 35.000 funcionários, 100.000 recrutas, e 220.000 toneladas de madeira e bambu em um único ano — antes de abandonar o projeto em 1041. O rio ficou mais lento, e em seguida, ocasionou uma ruptura em Shanghu que foi inundado até o norte de Tianjin e em 1194 foi bloqueado pela foz do rio Huai.
Outra inundação aconteceu em 1324 (ou 1344) que fez o Rio Amarelo retornar seu curso ao sul de Shandong.
A inundação de 1642 foi feita pelo homem, causada pela tentativa do governador Ming de Kaifeng de utilizar o rio para destruir os rebeldes camponeses, que moravam nas redondezas. Ele ordenou aos seus homens que rompessem os diques em uma tentativa de inundar os rebeldes, mas destruiu sua própria cidade em vez disso. A cidade foi arrasada pela fome que se seguiu com uma doença, a estimativa é que 300.000 pessoas morreram, antes da inundação a cidade tinha 378.000 habitantes. A cidade próspera foi quase abandonada até sua reconstrução, durante o mandato do imperador Kangxi.

### História recente

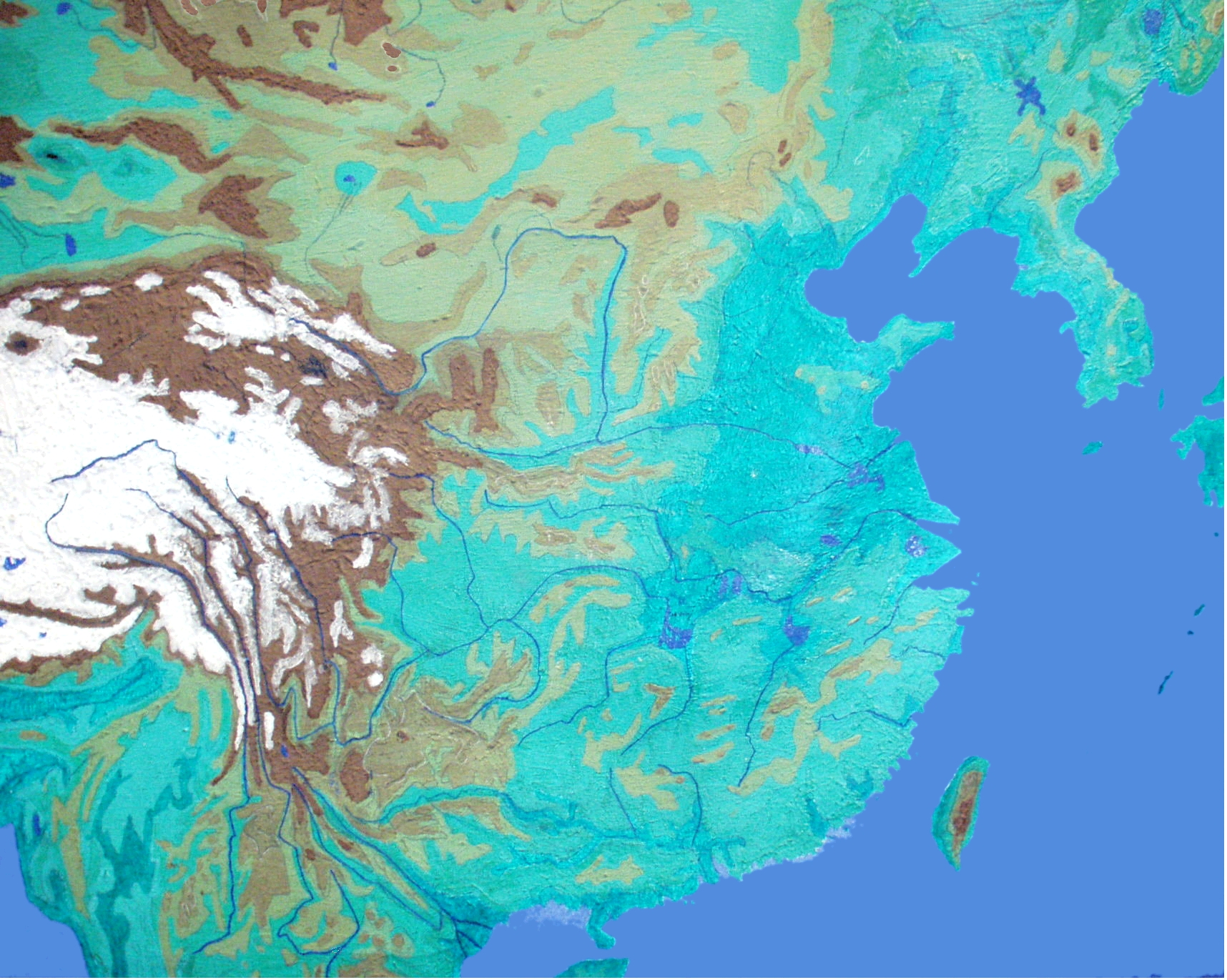
Mapa da China que descreve o trajeto do rio Amarelo no início do século XIX.

Em 1851, 1853, ou 1855, o rio retornou seu curso para o norte, em meio as enchentes que provocaram a Rebelião Nien.
A inundação 1887 tem estimativas de ter matado entre 900 mil a 2 milhões de pessoas.
O curso atual do rio Amarelo se formou com base na inundação de 1897.
A inundação de 1931 matou cerca de 1 milhão a 4 milhões de pessoas.

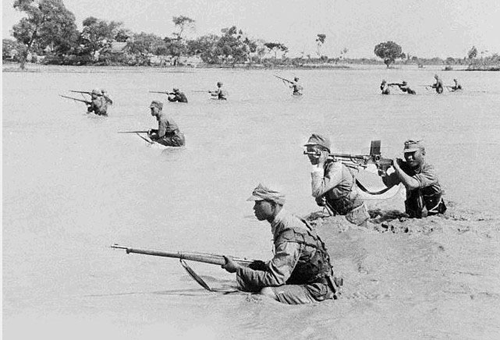
Soldados japoneses durante a enchente do rio Amarelo em 1938.

Em 9 de junho de 1938, durante a Segunda Guerra Sino-Japonesa, nacionalistas das tropas de Chiang Kai-shek romperam os diques que seguravam o rio perto da aldeia de Huayuankou em Honã. O objetivo da operação era impedir o avanço das tropas japonesas, seguindo uma estratégia de "usar a água como um substituto para os soldados". A inundação de 1938 inundou uma área de 54 mil quilômetros quadrados e matou entre 500 mil a 900 mil chineses, com um número desconhecido de soldados japoneses. A inundação impediu que o exército japonês tomasse a cidade de Zhengzhou, mas não impediu de alcançar seu objetivo de capturar Wuhan, a capital temporária da China na época

## Início da Civilização Chinesa
Os primeiros chineses provavelmente migraram do oeste para o leste a partir do neolítico da Ásia Central, mais antigo que o do vale do Mekong, estabelecendo-se nas terras férteis das proximidades do rio Amarelo compostas por um loess trazido e depositado pelas águas ao longo de milênios dos planaltos da China central e pelos ventos que vinham dos desertos a oeste. Nesta terra irrigada, os antigos chineses cultivaram painço, hortaliças e frutas nativas, sobretudo ao longo dos alto e médio cursos do rio. No setor baixo do rio Amarelo, cultivava-se arroz. Durante o terceiro milênio antes de Cristo, o excedente de produção favoreceu o estabelecimento de vilarejos permanentes, como Banpo e Erlitou, e logo em meados daquele milênio havia quase um contínuo de povoados e vilas ao longo do rio, dando contornos rudimentares a um princípio de civilização. Os chineses antigos do norte teriam recebido três grandes influências principais: a do neolítico central-asiático antigo (cavaleiros transferindo o neolítico sumeriano pelas estepes eurasianas a exemplo dos proto-citas), a do Nordeste Siberiano antigo e a do vale do Mekong antigo, que, já era uma mera expansão do neolítico norte-indiano em direção ao sudeste da Ásia se adaptando as condições locais a exemplo da cultura do arroz.

### "Domesticação" do rio Amarelo

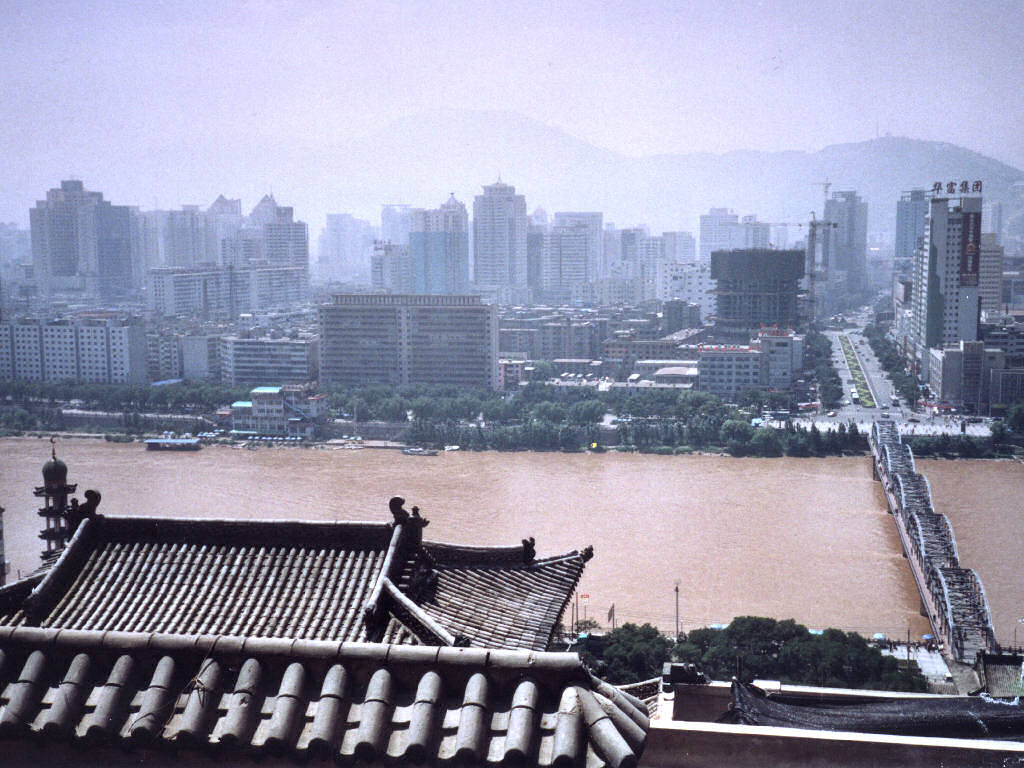
Huang He na cidade de Lanzhou

O rio Amarelo recebe no verão um grande volume de águas originadas do degelo nas montanhas no oeste da China, e isso causava grandes inundações periódicas em toda a bacia. O loess trazido pelo rio sedimenta-se, causando seu assoreamento, agravando as enchentes. No início do estabelecimento humano, as enchentes repentinas causavam tantas mortes que os chineses ainda apelidavam o rio Amarelo de "Rio das Lamentações". Por causa desses eventos, os chineses demoraram séculos para ocupar de forma permanente a grande e fértil planície central da bacia do rio Amarelo.
O controle das inundações surgiu em algum momento por volta de 2.200 a.C., quando um extenso sistema de diques, canais de escoamento e reservatórios foi construído, contendo o excesso de água proveniente do degelo e possibilitando o cultivo permanente da planície central.
A construção destes sistemas data de antes dos registros escritos, por isso sua documentação posterior é cercada de lendas. Uma delas a atribui a um imperador lendário, Yu, o Grande, que teria coordenado a construção dos diques e terminado com uma inundação que teria durado 13 anos. Após tal feito, ele teria sido alçado ao status de divindade. A lenda perpetuou-se na cultura chinesa posterior, e há um provérbio local que diz: "Não somos peixes graças a Yu".